# Caenurgina conspicua
Caenurgina conspicua là một loài bướm đêm trong họ Erebidae.